# París-Niça 1999
La París-Niça 1999 fou la 57a edició de la París-Niça. És un cursa ciclista que es va disputar entre el 7 i el 14 de març de 1999. La cursa fou guanyada pel neerlandès Michael Boogerd de l'equip Rabobank per davant del seu company d'equip Markus Zberg i de Santiago Botero (Kelme-Costa Blanca). El conjunt Rabobank també guanyà la classificació d'equips.

## Participants
En aquesta edició de la París-Niça hi prengueren part 128 corredors dividits en 16 equips: Cofidis, le Crédit par Téléphone, Casino-AG2R, Mapei-Quick Step, Rabobank, La Française des Jeux, Kelme-Costa Blanca, Crédit Agricole, Vini Caldirola-Sidermec, Festina-Lotus, US Postal Service, Cantina Tollo-Alexia Alluminio, Lotto-Mobistar, Team Polti, BigMat-Auber'93, Saeco Macchine per Caffé-Cannondale i Post Swiss Team. La prova l'acabaren 103 corredors.

## Resultats de les etapes
| Etapes   | Data       | Recorregut                       | Km       | Vencedor d'etapa    | Líder de la general |
| -------- | ---------- | -------------------------------- | -------- | ------------------- | ------------------- |
| Pròleg   | 7 de març  | Boulogne-Billancourt-París (CRI) | 9 km     | Chris Boardman      | Chris Boardman      |
| 1a etapa | 8 de març  | Nangis-Sens                      | 184.7 km | Andrei Txmil        | Andrei Txmil        |
| 2a etapa | 9 de març  | Sens-Nevers                      | 214 km   | Jaan Kirsipuu       | Stuart O'Grady      |
| 3a etapa | 10 de març | Nevers-Vichèi                    | 204.8 km | Laurent Roux        | Stuart O'Grady      |
| 4a etapa | 11 de març | Cusset-Firminy                   | 187 km   | Santiago Botero     | Michael Boogerd     |
| 5a etapa | 12 de març | Romans-Sisteron                  | 211 km   | Jacky Durand        | Michael Boogerd     |
| 6a etapa | 13 de març | Sisteron-Valberg                 | 198.7 km | Frank Vandenbroucke | Michael Boogerd     |
| 7a etapa | 14 de març | Niça-Niça                        | 157.1 km | Tom Steels          | Michael Boogerd     |

## Etapes

### Pròleg
7-03-1999. Boulogne-Billancourt-París, 9 km. (CRI)
|   | Ciclista            | Equip                            | Temps   |
| - | ------------------- | -------------------------------- | ------- |
| 1 | Chris Boardman      | Crédit Agricole                  | 10' 21" |
| 2 | Stuart O'Grady      | Crédit Agricole                  | + 2"    |
| 3 | Frank Vandenbroucke | Cofidis, le Crédit par Teléphone | + 6"    |

### 1a etapa
8-03-1999. Nangis-Sens, 184.7 km.
|   | Ciclista     | Equip          | Temps      |
| - | ------------ | -------------- | ---------- |
| 1 | Andrei Txmil | Lotto-Mobistar | 4h 42' 24" |
| 2 | Markus Zberg | Rabobank       | m. t.      |
| 3 | Leon van Bon | Rabobank       | m. t.      |

### 2a etapa
9-03-1999. Sens-Nevers 214 km.
|   | Ciclista        | Equip           | Temps      |
| - | --------------- | --------------- | ---------- |
| 1 | Jaan Kirsipuu   | Casino-AG2R     | 5h 45' 23" |
| 2 | Stéphane Barthe | Casino-AG2R     | m. t.      |
| 3 | Henk Vogels     | Crédit Agricole | m. t.      |

### 3a etapa
10-03-1999. Nevers-Vichèi 204.8 km.
|   | Ciclista        | Equip                 | Temps      |
| - | --------------- | --------------------- | ---------- |
| 1 | Laurent Roux    | Casino-AG2R           | 5h 04' 46" |
| 2 | Jo Planckaert   | Lotto-Mobistar        | + 8"       |
| 3 | Stéphane Heulot | La Française des Jeux | m. t.      |

### 4a etapa
11-03-1999. Cusset-Firminy, 187 km.
|   | Ciclista        | Equip              | Temps      |
| - | --------------- | ------------------ | ---------- |
| 1 | Santiago Botero | Kelme-Costa Blanca | 4h 43' 58" |
| 2 | Michael Boogerd | Rabobank           | m. t.      |
| 3 | Marc Wauters    | Rabobank           | + 29"      |

### 5a etapa
12-03-1999. Romans-Sisteron, 211 km.
|   | Ciclista     | Equip                          | Temps      |
| - | ------------ | ------------------------------ | ---------- |
| 1 | Jacky Durand | Lotto-Mobistar                 | 6h 19' 20" |
| 2 | Lauri Aus    | Casino-AG2R                    | + 38"      |
| 3 | Guido Trenti | Cantina Tollo-Alexia Alluminio | m. t.      |

### 6a etapa
13-03-1999. Sisteron-Valberg, 198.7 km.
|   | Ciclista            | Equip                               | Temps      |
| - | ------------------- | ----------------------------------- | ---------- |
| 1 | Frank Vandenbroucke | Cofidis, le Crédit par Téléphone    | 5h 10' 03" |
| 2 | Richard Virenque    | Team Polti                          | m. t.      |
| 3 | Dario Frigo         | Saeco Macchine per Caffé-Cannondale | m. t.      |

### 7a etapa
14-03-1999. Niça-Niça, 157.1 km.
Arribada situada al Passeig dels Anglesos.
|   | Ciclista        | Equip                               | Temps      |
| - | --------------- | ----------------------------------- | ---------- |
| 1 | Tom Steels      | Mapei-QuickStep                     | 4h 06' 41" |
| 2 | Harald Morscher | Saeco Macchine per Caffé-Cannondale | m. t.      |
| 3 | Glenn Magnusson | US Postal Service                   | m. t.      |

## Classificacions finals

### Classificació general
|    | Ciclista            | Equip                               | Temps       |
| -- | ------------------- | ----------------------------------- | ----------- |
| 1  | Michael Boogerd     | Rabobank                            | 36h 04' 13" |
| 2  | Markus Zberg        | Rabobank                            | + 57"       |
| 3  | Santiago Botero     | Kelme-Costa Blanca                  | + 1' 38"    |
| 4  | Frank Vandenbroucke | Cofidis, le Crédit par Téléphone    | + 2' 10"    |
| 5  | Marc Wauters        | Rabobank                            | + 2' 13"    |
| 6  | Maarten den Bakker  | Rabobank                            | + 2' 14"    |
| 7  | Dario Frigo         | Saeco Macchine per Caffé-Cannondale | + 2' 30"    |
| 8  | Wladimir Belli      | Festina-Lotus                       | + 2' 32"    |
| 9  | Jens Voigt          | Crédit Agricole                     | + 2' 37"    |
| 10 | Geert Verheyen      | Lotto-Mobistar                      | + 2' 58"    |

## Evolució de les classificacions
| Etapa (Vencedor)               | Classificació general |
| ------------------------------ | --------------------- |
| 0Pròleg (Chris Boardman)       | Chris Boardman        |
| 0Etapa 1 (Andrei Txmil)        | Andrei Txmil          |
| 0Etapa 2 (Jaan Kirsipuu)       | Stuart O'Grady        |
| 0Etapa 3 (Laurent Roux)        | Stuart O'Grady        |
| 0Etapa 4 (Santiago Botero)     | Michael Boogerd       |
| 0Etapa 5 (Jacky Durand)        | Michael Boogerd       |
| 0Etapa 6 (Frank Vandenbroucke) | Michael Boogerd       |
| 0Etapa 7 (Tom Steels)          | Michael Boogerd       |